# Fumagalli
José Fernando Fumagalli (ur. 5 października 1977) – brazylijski piłkarz występujący na pozycji pomocnika.

## Kariera piłkarska
Od 1997 roku występował w Santosie FC, Verdy Kawasaki, América, Guarani FC, Corinthians Paulista, Santo André, Marília, FC Seoul, Fortaleza, Sport Recife, Ar-Rajjan SC, CR Vasco da Gama i Americana.